# Fāfaru
Le fāfaru est un plat de poisson d'origine polynésienne. Des filets de poisson, généralement du thon, sont mis à macérer dans une préparation d'eau de mer et de têtes de crevettes pressées. Il s'agit d'une forme de saumure.
Les chevrettes sont des crevettes d'eau douce présentes dans les rivières des îles du Pacifique sud. Les têtes de chevrettes sont partiellement décortiquées puis écrasées ou pressées, pour obtenir un jus qui sert d'agent de fermentation. Mélangée à l'eau de mer, la préparation est mise à fermenter pendant 2 jours, puis filtrée avant l'ajout des filets de poissons qui sont laissés à mariner pendant 3 heures, et parfois jusqu'à 8 heures ou plus, en fonction de la saveur souhaitée. Les filets sont consommés dans un état de décomposition léger ou très avancé, à l'odeur forte. Loin de correspondre à son odeur de pourriture, le fāfaru a une saveur douçâtre légèrement piquante. 
Avant que l'usage du sel sous forme solide ne se répande en Polynésie, l'eau de préparation du fāfaru était fréquemment utilisée lors des repas pour saler les aliments. Elle était placée dans de petites coupelles où les bouchées étaient trempées.